# Chlamydoselachus gracilis
Espèce
Chlamydoselachus gracilis est une espèce éteinte de requins du Crétacé.

## Référence
- Antunes & Cappetta, 2002 : Sélaciens du Crétacé (Albien-Maastrichtien) d'Angola. Palaeontographica Abteilung A Palaeozoologie-Stratigraphie, 264-5/6 p. 85–146